# Catasetum labiatum
Catasetum labiatum är en orkidéart som beskrevs av João Barbosa Rodrigues. Catasetum labiatum ingår i släktet Catasetum och familjen orkidéer. Inga underarter finns listade i Catalogue of Life.